# 西多尼奥·派斯
西多尼奥·贝尔纳迪诺·卡多佐·达席尔瓦·派斯（葡萄牙語：Sidónio Bernardino Cardoso da Silva Pais），在澳门被称为士多纽拜斯，是葡萄牙政治家、军官和外交官，1918年成为葡萄牙第一共和国的第四任总统。作为现代葡萄牙历史上最具争议的人物之一，他被作家费尔南多·佩索阿称为“总统-国王”，这一描述在后来的岁月里经久不衰，并象征着他的政权。

## 早年生活
派斯于1872年5月1日出生在卡米尼亚，他是犹太血统公证人西多尼奥·阿尔贝托·马洛科斯·派斯和丽塔·朱莉娅·卡多索·达·席尔瓦的长子，两人都是卡米尼亚本地人。
他7岁至11岁在塞尔唐完成小学教育，7岁至11岁在聖瑪利亞馬奧高中完成中学教育，然后前往科英布拉学习数学和哲学的预备课程。1888年，他决定从军，进入陆军学校，参加炮兵课程。作为一名优秀的学生，他以优异的成绩完成了他的课程，并于1892年晋升为少尉， 1895年晋升为中尉，1906年晋升为上尉，1916年晋升为少校。
在陆军学校完成课程后，派斯进入了科英布拉大学，并在那里获得了数学学位。他于1898年在同一所大学获得博士学位。

## 从政
派斯在科英布拉时期，正是葡萄牙君主制的衰落时期，派斯曾公开表达过他的共和主义理想。在此期间，他也曾在科英布拉的共济会中短暂地待过一段时间，尽管他似乎不太活跃。
他被认为是一位杰出的数学家，他留在了科英布拉，在那里他被任命为微分和积分学院的教授。他还在布罗特罗工业学校担任教授，从1905年到1909年，他还担任学校的校长。1910年10月23日，他被任命为大学副校长，由曼努埃尔·若泽·德·阿里亚加校长领导。
1910年，葡萄牙一个共和国成立后，派斯作为共和党领袖迅速参与了活跃的政治生活。在短暂担任国家铁路公司管理委员会的成员后，他被选为国民制宪会议的代表，负责起草1911年的葡萄牙宪法。 作为制宪会议的主要成员，派斯被任命为政府的公共工程部长，由若昂·皮涅罗·查加斯担任主席，于1911年8月24日就职。在这个职位上，他一直担任到1911年11月3日，他代表政府在波尔图庆祝共和国成立一周年的庆祝活动。
查加斯政府倒台后，他在奥古斯托·德·瓦斯康塞洛斯的“集中型政府”中担任财政部长，从而保住了自己在政府中的地位。1911年11月7日就职后，他一直坚持到1912年6月16日。
在导致第一次世界大战的国际紧张局势已经显现的时刻，派斯于1912年8月17日被任命为葡萄牙驻柏林全权公使(大使)。在导致战争爆发的关键时期，他仍然担任着重要的外交职务，在葡萄牙政府的压力与他自己的亲德立场之间维持着艰难的平衡。葡萄牙政府的观点越来越倾向于支持战争，亲英，试图通过外交手段解决葡萄牙和德国在非洲殖民地之间的边境冲突。尽管遇到了这些困难，他一直坚持到1916年3月9日，在葡萄牙控制的港口扣押德国船只后，德国向葡萄牙宣战。

## 组建政府和成为总统
回到葡萄牙后，他自然而然地成为反对葡萄牙参加战争的人的集结点，加剧了国内战争努力的影响和葡萄牙远征军在前线取得的糟糕结果所引起的日益增长的不满。1917年12月5日至8日，他领导了大约250名士兵的起义。经过三天的激烈对峙，政变胜利结束。在这场对峙中，民间团体对叛乱分子的成功起了决定性的作用。12月8日上午，科斯塔将权力移交给了派斯的军事集团。
叛乱分子没有像往常一样就组建新政府展开磋商，而是直接夺取了政权，将贝尔纳迪诺·马沙多从共和国总统的职位上撤下，迫使他流亡国外。随后，在1917年12月11日，西多尼奥·派斯接任部长理事会主席(总理)，并兼任了战争部长和外交部长的职务。他还于12月27日接替了总统的职位，直到明年年初举行新的选举。所有这些行为都直接违反了他亲自起草的1911年宪法。在政变和其政府的早期阶段，西多尼奥·派斯得到了各种劳工组织的支持，作为交换，他释放了被监禁的同志，也因为有影响力的全国工人联盟的期望，该联盟希望将自己定位为共和党左派的权力中心。
后来，派斯在没有征求共和国议会意见的情况下颁布了一系列独裁法令，并暂停了宪法的重要部分，使该政权具有明显的总统制的性质。事实上，共和国的总统成为了国家元首和政府的领导人，重要的是，政府完全由国务秘书组成，而不是(更高级别的)部长。在他的支持者称为“新共和国”的新政治架构中，国家元首被置于自君主专制结束以来葡萄牙历史上前所未有的权力地位。因此，派斯被称为“总统-国王”是当之无愧的。就其目标和许多形式而言，新共和国是安东尼奥·德·奥利维拉·萨拉查的政体的先驱。
西多尼奥·派斯于1918年2月23日修订了政教分离法，试图使同自1911年以来一直同共和国政权公开敌对的罗马天主教会的关系正常化。这立即引起了传统共和党人和共济会成员的激烈反应，但却得到了天主教徒、温和派共和党人以及农村人口(当时是葡萄牙人口的绝大多数)的广泛支持。这一决定还重建了与梵蒂冈的外交关系，1918年7月25日，梵蒂冈任命贝尼代托·阿洛伊西·马塞拉阁下(后来成为巴西大使、红衣主教和教廷大使)在里斯本担任教廷大使。

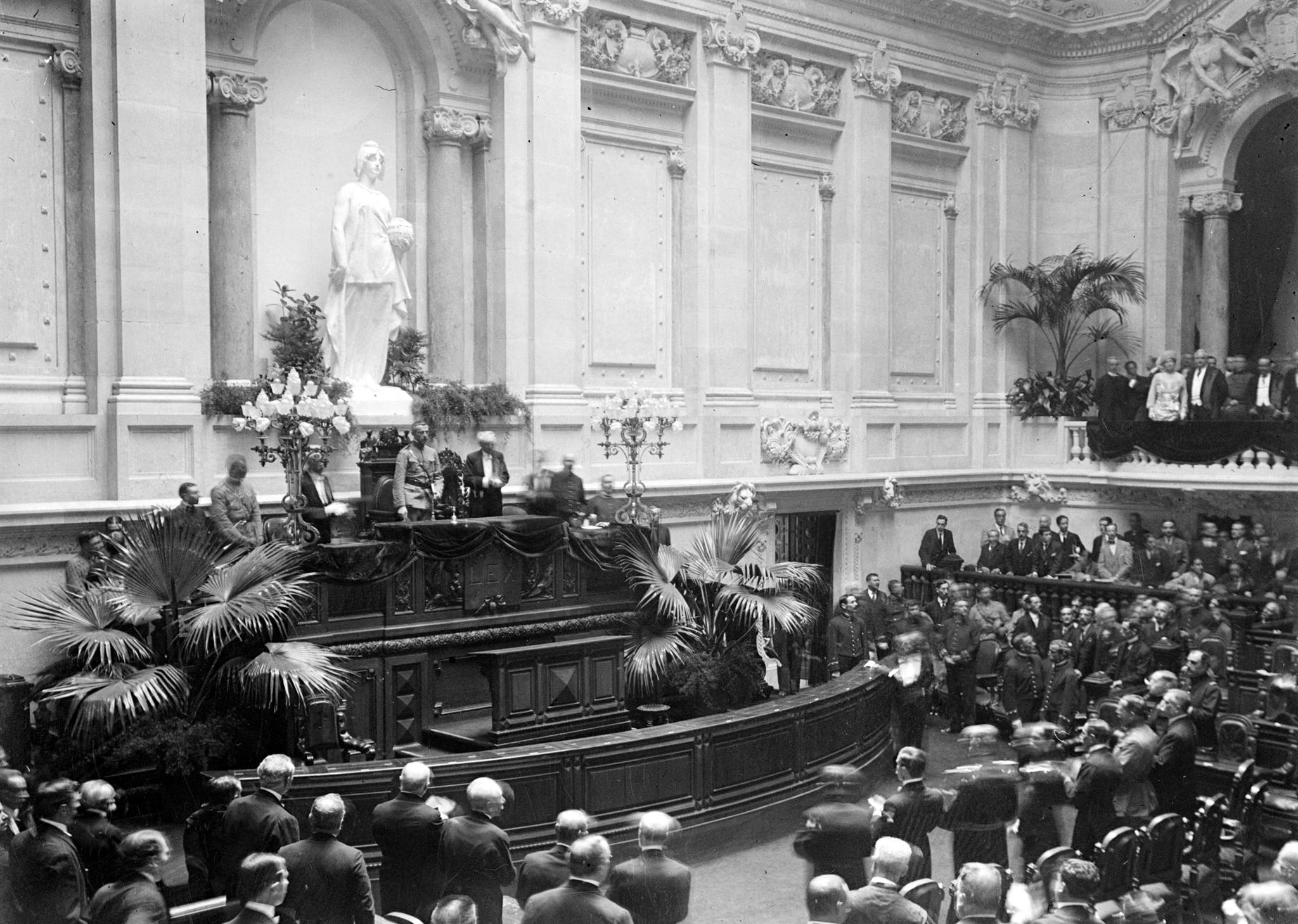
西多尼奥·派斯宣誓就任共和国总统。

另一个违宪的举动是，派斯在1918年3月11日颁布法令，通过全民投票直接选举总统。他利用自己在天主教徒中的声望，于1918年4月28日当选总统，获得470831张选票，这是前所未有的数字。他于同年5月9日宣布就任共和国总统，他甚至懒得与国会协商，并享有直接的民主合法性，他利用这一合法性粉碎了反对派的企图，但没有成功。
1918年2月和3月的法令由于与现行宪法的深刻矛盾而被称为“1918年宪法”，深刻地改变了葡萄牙1911年的宪法，使该政权具有明确的总统制的性质，而且修订了选举法，并修改了关于政教分离和国家机构间权力分配的法律。
1918年4月，葡萄牙远征军在利斯河战役 中惨遭屠杀，葡萄牙政府无法调遣必要的增援部队，甚至无法维持正常的军队供应。局势发展到如此极端的地步，甚至在战争结束后，葡萄牙仍无法将其军队运回本国。这种争斗已经扩大到造成一种永久性暴动状态的地步。
这一情况标志着该政权令人神往的存在结束了。在交替的罢工、冲突和阴谋之间，从1918年夏天开始，政权试图结束“享乐主义”的努力升级为严重和暴力，导致总统在1918年10月13日宣布进入紧急状态。通过这一行动和对反对运动的严厉镇压，他得以重新获得对政治局势的暂时控制，但他的政权显然受到了致命的伤害。
尽管1918年11月11日停战协定结束了第一次世界大战，但直到年底政治局势都未改善，这一事件还伴之以英国国王乔治五世的一封亲切的信，他试图淡化西多尼奥·派斯以前众所周知的亲德态度。

## 暗杀

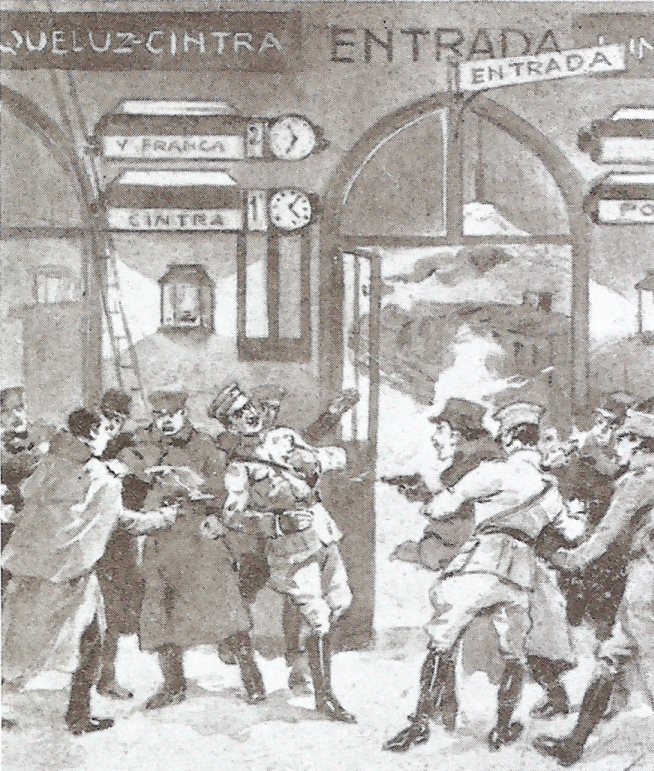
西多尼奥·派斯在罗西乌车站被暗杀

1918年12月5日，派斯在海军拖网渔船奥古斯托·德·卡斯蒂略幸存者的颁奖典礼上躲过了第一次暗杀。然而，9天后，他没能躲过第二次暗杀。
1918年12月14日晚上，总统在基亚多的餐厅享用完晚餐后，前往罗西乌车站火车站。在他的兄弟和儿子的陪同下，他计划乘火车去波尔图，以便与北方军事军团协商。当他在晚上11点左右进入车站时，一名受命保护总统的共和国卫队迎接了他。由于之前曾经遭到过失败的暗杀，他提高了安保措施。在车站，有乐队演奏来制造良好的气氛。
在车站内，左翼活动人士若瑟·胡里奥·达·科斯塔在埋伏着总统，他把一把手枪藏在阿伦特霍的斗篷里。当总统在车站的一楼经过刺客时，达·科斯塔突破了包围总统的双重警戒线，用藏在斗篷下的手枪开了两枪。第一枪打中了派斯的右臂，子弹就卡在那里。第二颗子弹击中了总统的胃部，造成了致命的伤口。派斯立刻倒在地上，引起了一阵恐慌。在混乱中，四名无辜的旁观者被警卫打死;没有试图逃跑的刺客在被人群毒打后被逮捕。派斯当时还活着，被火速送往圣约瑟夫医院，但他在午夜前被送往医院的途中因伤死亡。
成千上万的人参加了西多尼奥·派斯的葬礼，但由于抗议者混入人群，葬礼多次中断，其中一些抗议者甚至采取了暴力行动。12月16日，若昂·多坎托·伊·卡斯特罗由共和国大会选定为他的继承人，而不再通过全民投票的选举方式。

## 遗产
西多尼奥·派斯之死是第一共和国时期的创伤。派斯本质上是一个民粹主义的、有魅力的领导人，他把自己描绘成一个注定灭亡的国家的最后希望，而且这也是被广泛认可的。这就解释了为什么他的遇刺对葡萄牙政治产生了巨大而持久的影响。从那时起，葡萄牙的政治几乎从未稳定过，这导致了一场永久性的危机，直到近8年后的1926年5月28日政变才结束，随之而来的是40年的独裁统治。
道格拉斯·惠勒试图通过他的角色来解释派斯作为一个领导者(后来成为一个受人崇拜的人物)的吸引力:
作家费尔南多•佩索阿钦佩地称派斯为“总统-国王”，这一描述在后来的岁月里经久不衰，因为这充分体现了他的政权的特点。特别是在最保守的天主教团体中，派斯是救世主和殉道者的混合体，并导致了一种流行的崇拜，类似于若瑟·托马斯·德苏萨·马丁斯周围存在的那种崇拜，这种崇拜一直持续到今天。在他的墓前，经常可以看到鲜花和宗教负号。这主要是由于他推翻了一些早期的共和党反教权法律。但具有讽刺意味的是，他的名字在这些圈子里流传最广，因为派斯本人并不是一个特别虔诚的教徒。

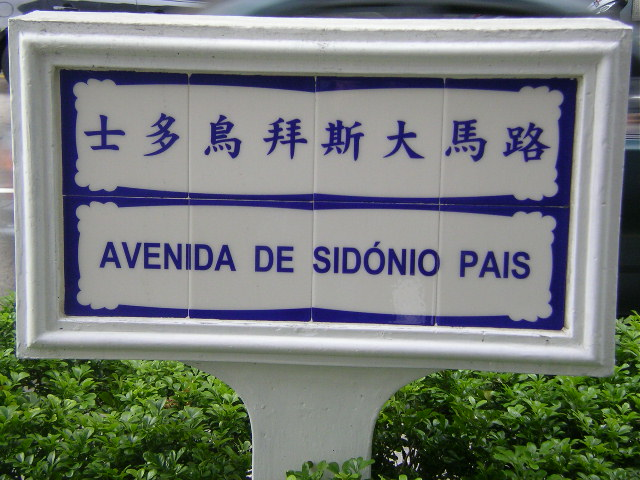
澳门士多鸟拜斯大马路的路牌

## 家庭和后代
1895年，派斯与玛丽亚·多泽里·马丁斯·贝莎结婚。这对夫妇有五个孩子，四个儿子和一个女儿。在非婚生的情况下，他还和一个叫艾玛·曼索·普雷托的人生了一个女儿。他是钢琴家和作曲家贝纳多·萨塞蒂的曾祖父。

## 博物馆的计划
2002年，卡米尼亞市政府以17.5万欧元的价格买下了派斯出生地的遗址。建筑师努诺·巴科斯塔被要求在2009年把房子变成一个博物馆。地下室里应该有一间专门供派斯总统使用的房间，一楼还有另一个大厅，用来纪念他的一生。一楼将被改造成文档中心。转换的成本估计为100万欧元。